# Richard Tucker

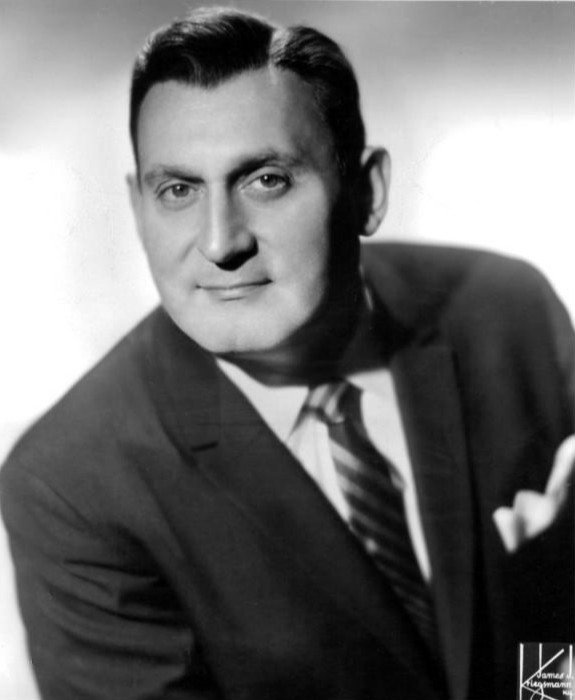
Richard Tucker (1966)

Richard Tucker (eigentlich Ruvn Ticker; geboren 28. August 1913 in Brooklyn, New York City; gestorben 8. Januar 1975 in Kalamazoo) war ein US-amerikanischer Tenor.

## Leben
Tucker wuchs als Sohn einer jüdischen Familie in Brooklyn auf, die 1911 aus Sucharan in Bessarabien nach New York emigriert war. Sein musikalisches Talent wurde früh entdeckt; schon als Knabenalt sang er in der Synagoge. Später wurde er zunächst Kantor am Brooklyn Jewish Center, bevor er 1940, mit immerhin schon 27 Jahren, angeregt durch Besuche in der Metropolitan Opera, ein Gesangsstudium begann, um Opernsänger zu werden. Sein Ehrgeiz wurde auch durch die beginnende Karriere seines Schwagers Jan Peerce angestachelt.
Sein Lehrer, der Heldentenor Paul Althouse, brachte ihm vor allem bei, seine Stimme nicht zu überanstrengen. Dies war die Grundvoraussetzung für seine – trotz ihres späten Beginns – sehr lange Karriere.
Nach mehreren erfolglosen Teilnahmen an Vorsingen der MET hörte ihn der General Manager des Hauses, Edward Johnson, in der Synagoge und bot ihm einen Vertrag an. Am 25. Januar 1945 debütierte der Sänger, der sich nun Richard Tucker nannte, als Enzo in La Gioconda an dem Opernhaus, dessen Ensemble er bis zu seinem Tod angehören sollte, und an dem er 30 Rollen in 715 Aufführungen sang.
1949 wählte Arturo Toscanini den noch wenig bekannten Tenor für die Rolle des Radames in seiner berühmten Aufnahme von Giuseppe Verdis Aida. Als 1950 Sir Rudolf Bing die Leitung der Met übernahm, war Tucker der erste Tenor, dessen Vertrag er verlängerte – vor Jussi Björling, Lauritz Melchior und Giuseppe Di Stefano.
Dennoch blieb Tucker vorsichtig bei der Wahl seiner Rollen, sang zunächst leichtere Rollen wie den Alfredo in La traviata. Seine berühmteste Rollen, den Alvaro in La forza del destino sang er erstmals 1952–sie wurde so etwas wie sein Markenzeichen, insbesondere zusammen mit dem Bariton Robert Merrill. Diese Rolle verkörperte er 1954 auch an der Seite von Maria Callas bei der ersten Gesamteinspielung der Oper unter Tullio Serafin.
New York und die Met blieben während seiner gesamten Karriere seine feste künstlerische Basis, von der aus er nur wenige Gastspielreisen unternahm, u. a. nach London (Royal Opera House Covent Garden) und Wien (Wiener Staatsoper). An der Mailänder Scala gab er erst 1969 sein umjubeltes Debüt.
Während seiner gesamten Karriere trat er auch weiterhin an hohen Feiertagen wie Rosch ha-Schana oder Jom Kippur in der Synagoge auf. Seine Ehefrau Sarah Perelmuth begleitete ihn zu jeder Aufführung.
Richard Tucker starb 1975 während der Vorbereitung zu einem Konzert, das er zusammen mit Robert Merrill in Kalamazoo, Michigan, geben wollte, an einem Herzinfarkt.
Er ist die einzige Person, deren Trauerfeier jemals auf der Bühne der Met stattgefunden hat. Der Richard Tucker Square gegenüber dem Lincoln Center, in dem sich auch die Metropolitan Opera befindet, ist nach ihm benannt.

## Hörbeispiele
- Richard Tucker in La Fanciulla del West (MP3; 6,7 MB)
- Renata Tebaldi und Richard Tucker in einer Szene aus Puccini's "Manon Lescaut" (MP3; 5,1 MB)
- Richard Tucker singt Operette (MP3; 6,1 MB)

## Zitate
„Wenn dem Verfasser die ebenso unleidliche wie unvermeidliche Frage gestellt werden sollte, wer der "größte" italienische Tenor nach dem Kriege war, so fiele die Entscheidung nicht für del Monaco, nicht für di Stefano, nicht für Corelli, nicht für Pavarotti, nicht für Domingo aus, sondern für den Amerikaner, der in der unteren New Yorker East Side aufgewachsen ist und als Kantor begonnen hatte …“ (Jürgen Kesting)
„Tucker hätte aus jeder Epoche herausgeragt wegen seiner konstanten Brillanz.“ (Sir Rudolf Bing)
„Ich habe es nie recht fassen können, wie phantastisch er seine stimmlichen Kräfte erhielt, wie sie sogar zu wachsen schienen.“ (Leontyne Price)